# Ligue européenne féminine de handball 2021-2022
Navigation
Ligue européenne 2020-2021 Ligue européenne 2022-2023
La saison 2021-2022 de la Ligue européenne féminine de handball est la deuxième édition de la compétition sous ce nom et ce format. Elle succède à la Coupe de l'EHF et constitue en ce sens la 41e édition de la compétition organisée par l'EHF.
La compétition est remportée par le club allemand du SG BBM Bietigheim, vainqueur en finale du Viborg HK.

## Formule

### Modalités
39 équipes prennent part à la compétition. Deux tours de qualification, disputés en match aller-retour, sont donc suffisants : 22 équipes entrent au premier tour, 13 équipes sont qualifiées pour le deuxième tour et 4 équipes entrent directement en phase de groupe. 
Après les deux tours qualificatifs vient la phase de groupes où les douze équipes qualifiées et les quatre entrants directs sont répartis en quatre groupes de quatre équipes. Les matchs sont joués dans un système championnat avec des matchs à domicile et à l'extérieur. Les deux meilleures équipes de chaque groupe se qualifient pour la suite de la compétition. 
La phase à élimination directe comprend trois tours : les quarts de finale et un Final Four comprenant les demi-finales et finales le lendemain. En quarts de finale, les qualifiés des groupes A et B d'une part et C et D d'autre part s'affrontent, premier contre deuxième en matchs aller-retour, les clubs classés premiers lors de la phase de poule ayant le privilège de jouer le match retour à domicile. Pour la finale à quatre, un tirage au sort détermine les oppositions en demi-finales.

### Calendrier
| Nom              | Dates                        | Nombre de participants |
| ---------------- | ---------------------------- | ---------------------- |
| Premier tour     | 16 au 24 octobre 2021        | 12                     |
| Deuxième tour    | 13 au 21 novembre 2021       | 24                     |
| Phase de groupes | 8 janvier au 20 février 2022 | 16                     |
| Quarts de finale | 26 mars au 3 avril 2022      | 8                      |
| Final Four       | 14 et 15 mai 2022            | 4                      |

## Phase de qualification

### Premier tour
Les 22 équipes du premier tour sont :
- TuS Metzingen
- Sola HK
- MKS Zagłębie Lubin
- BM Bera Bera
- H 65 Höör
- Yalıkavak Spor Kulübü
- DHK Banik Most
- Hypo Niederösterreich
- ŽRK Bjelovar
- ŽORK Jagodina
- Thüringer HC
- Tertnes Bergen
- MKS Lublin
- CB Atlético Guardés
- ŽRK Radnički Kragujevac
- MTK Budapest (en)
- Paris 92
- CS Măgura Cisnădie (en)
- Kouban Krasnodar
- HSG Blomberg-Lippe
- Molde HK (en)
- LC Brühl Handball

Le tirage au sort des oppositions a eu lieu le 20 juillet 2021, les matchs aller se déroulent les 16 et 17 octobre 2021 et les matchs retour une semaine plus tard, les 23 et 24 octobre.
| Équipe 1                | Score   | Équipe 2                | Aller | Retour |
| ----------------------- | ------- | ----------------------- | ----- | ------ |
| DHK Banik Most          | 52 – 52 | CS Măgura Cisnădie (en) | 26–27 | 26–25  |
| ŽRK Bjelovar            | 45 – 78 | MKS Lublin              | 22–32 | 23–46  |
| Yalıkavak Spor Kulübü   | 54 – 72 | MTK Budapest            | 24–33 | 30–39  |
| Tertnes Bergen          | 53 – 42 | ŽORK Jagodina           | 29–26 | 24–16  |
| LC Brühl Handball       | 43 – 68 | MKS Zagłębie Lubin      | 19–35 | 24–33  |
| Sola HK                 | 68 – 57 | Kouban Krasnodar        | 37–33 | 31–24  |
| TuS Metzingen           | 51 – 56 | HSG Blomberg-Lippe      | 27–28 | 24–28  |
| Thüringer HC            | 60 – 61 | Molde HK (en)           | 32–35 | 28–26  |
| Hypo Niederösterreich   | 48 – 53 | CB Atlético Guardés     | 21–28 | 27–25  |
| ŽRK Radnički Kragujevac | 46 – 58 | H 65 Höör               | 23–22 | 23–36  |
| BM Bera Bera            | 53 – 48 | Paris 92                | 27–27 | 26–21  |

### Deuxième tour
Treize équipes entrent à ce tour :
- Neptunes de Nantes
- Váci NKSE
- HC Astrakhanochka
- Debreceni VSC
- Herning-Ikast Håndbold
- ES Besançon
- SCM Râmnicu Vâlcea
- Zvezda Zvenigorod
- SG BBM Bietigheim
- Storhamar Håndball
- ŽRK Lokomotiva Zagreb
- Chambray Touraine Handball
- SCM Gloria Buzău (en)

Le tirage au sort des oppositions a eu lieu le 20 juillet 2021 en même temps que le premier tour, les matchs aller sont prévus les 13 et 14 novembre 2021 et les matchs retour une semaine plus tard, les 20 et 21 novembre.
| Équipe 1                   | Score   | Équipe 2                      | Aller | Retour |
| -------------------------- | ------- | ----------------------------- | ----- | ------ |
| ES Besançon                | 64 – 47 | CB Atlético Guardés           | 34–23 | 30–24  |
| Neptunes de Nantes         | 74 – 49 | H 65 Höör                     | 39–24 | 35–25  |
| ŽRK Lokomotiva Zagreb      | 54 – 48 | MKS Lublin                    | 25–21 | 29–27  |
| Sola HK                    | 56 – 52 | HC Astrakhanochka             | 36–25 | 20–27  |
| Váci NKSE                  | 56 – 51 | HSG Blomberg-Lippe            | 32–27 | 24–24  |
| SCM Râmnicu Vâlcea         | 63 – 55 | BM Bera Bera                  | 34–28 | 29–27  |
| MTK Budapest               | 56 – 68 | Herning-Ikast Håndbold        | 27–34 | 29–34  |
| Zvezda Zvenigorod          | 55 – 68 | MKS Zagłębie Lubin (handball) | 26–35 | 29–33  |
| SG BBM Bietigheim          | 60 – 38 | Tertnes Bergen                | 39–18 | 21-20  |
| Debreceni VSC              | 43 – 47 | CS Măgura Cisnădie (en)       | 22–22 | 21–25  |
| Chambray Touraine Handball | 65 – 52 | Molde HK (en)                 | 30–27 | 35–25  |
| Storhamar Håndball         | 57 – 53 | SCM Gloria Buzău (en)         | 31–27 | 26–26  |

## Phase de groupes
Quatre équipes, issues des quatre meilleurs championnats, sont dispensées de qualifications et directement qualifiées pour cette phase :
- Mosonmagyaróvári KC SE (en)
- Viborg HK
- CS Minaur Baia Mare
- HC Lada Togliatti

### Groupe A
|   | Équipe                | Pts | J | G | N | P | Bp  | Bc  | Diff |  | Résultats (dom.\ext.) |       |       |       |       |
| - | --------------------- | --- | - | - | - | - | --- | --- | ---- |  | --------------------- | ----- | ----- | ----- | ----- |
| 1 | Sola HK               | 12  | 6 | 6 | 0 | 0 | 196 | 120 | 76   |  | Sola HK               |       | 34-27 | 27-22 | 25-18 |
| 2 | ES Besançon           | 6   | 6 | 3 | 0 | 3 | 182 | 188 | -6   |  | ES Besançon           | 32-39 |       | 34-24 | 28-27 |
| 3 | Mosonmagyaróvár (en)  | 6   | 6 | 3 | 0 | 3 | 160 | 165 | -5   |  | Mosonmagyaróvár (en)  | 26-31 | 38-30 |       | 28-24 |
| 4 | ŽRK Lokomotiva Zagreb | 0   | 6 | 0 | 0 | 6 | 139 | 171 | -32  |  | ŽRK Lokomotiva Zagreb | 25-40 | 26-31 | 19-22 |       |

### Groupe B
|   | Équipe              | Pts | J | G | N | P | Bp  | Bc  | Diff |  | Résultats (dom.\ext.) |       |       |       |       |
| - | ------------------- | --- | - | - | - | - | --- | --- | ---- |  | --------------------- | ----- | ----- | ----- | ----- |
| 1 | SG BBM Bietigheim   | 12  | 6 | 6 | 0 | 0 | 188 | 134 | 54   |  | SG BBM Bietigheim     |       | 39-20 | 32-29 | 29-19 |
| 2 | CS Minaur Baia Mare | 5   | 6 | 2 | 1 | 3 | 154 | 182 | -28  |  | CS Minaur Baia Mare   | 20-28 |       | 28-26 | 34-32 |
| 3 | Neptunes de Nantes  | 4   | 6 | 2 | 0 | 4 | 168 | 170 | -2   |  | Neptunes de Nantes    | 25-27 | 34-29 |       | 27-28 |
| 4 | MKS Zagłębie Lubin  | 3   | 6 | 1 | 1 | 4 | 149 | 173 | -24  |  | MKS Zagłębie Lubin    | 21-33 | 23-23 | 26-27 |       |

### Groupe C
|   | Équipe                  | Pts | J | G | N | P | Bp  | Bc  | Diff |  | Résultats (dom.\ext.)   |       |       |       |       |
| - | ----------------------- | --- | - | - | - | - | --- | --- | ---- |  | ----------------------- | ----- | ----- | ----- | ----- |
| 1 | Herning-Ikast Håndbold  | 12  | 6 | 6 | 0 | 0 | 193 | 161 | 32   |  | Herning-Ikast Håndbold  |       | 32-24 | 31-28 | 34-27 |
| 2 | Storhamar Håndball      | 6   | 6 | 3 | 0 | 3 | 178 | 172 | 6    |  | Storhamar Håndball      | 27-35 |       | 35-18 | 34-29 |
| 3 | CS Măgura Cisnădie (en) | 4   | 6 | 2 | 0 | 4 | 137 | 162 | -25  |  | CS Măgura Cisnădie (en) | 31-34 | 33-28 |       | 27-24 |
| 4 | HC Lada Togliatti       | 2   | 6 | 1 | 0 | 5 | 139 | 152 | -13  |  | HC Lada Togliatti       | 24-27 | 25-30 | 10-0  |       |

En conséquence de l'invasion de l'Ukraine par la Russie, les clubs russes et biélorusses ont été suspendus par l'EHF : le dernier match du HC Lada Togliatti a été considéré perdu 0-10.

### Groupe D
|   | Équipe                     | Pts | J | G | N | P | Bp  | Bc  | Diff |  | Résultats (dom.\ext.)      |       |       |       |       |
| - | -------------------------- | --- | - | - | - | - | --- | --- | ---- |  | -------------------------- | ----- | ----- | ----- | ----- |
| 1 | Viborg HK                  | 10  | 6 | 4 | 2 | 0 | 185 | 149 | 36   |  | Viborg HK                  |       | 31-20 | 29-29 | 42-21 |
| 2 | SCM Râmnicu Vâlcea         | 9   | 6 | 4 | 1 | 1 | 178 | 172 | 6    |  | SCM Râmnicu Vâlcea         | 30-30 |       | 32-27 | 39-29 |
| 3 | Chambray Touraine Handball | 3   | 6 | 1 | 1 | 4 | 163 | 176 | -13  |  | Chambray Touraine Handball | 24-27 | 25-26 |       | 29-27 |
| 4 | Váci NKSE                  | 2   | 6 | 1 | 0 | 5 | 167 | 196 | -29  |  | Váci NKSE                  | 25-26 | 30-31 | 35-29 |       |

## Phase finale

### Quarts de finale
Les quarts de finale aller ont eu lieu les 26 mars et 27 mars 2022. Les matchs retour ont eu lieu la semaine suivante, les 2 avril et 3 avril 2022.
| Équipe              | Aller   | Total   | Retour  | Équipe                 |
| ------------------- | ------- | ------- | ------- | ---------------------- |
| CS Minaur Baia Mare | 40 – 32 | 69 – 61 | 29 – 29 | Sola HK                |
| ES Besançon         | 23 – 29 | 43 – 59 | 20 – 30 | SG BBM Bietigheim      |
| SCM Râmnicu Vâlcea  | 33 – 39 | 61 – 72 | 28 – 33 | Herning-Ikast Håndbold |
| Storhamar Håndball  | 31 – 33 | 68 – 71 | 37 – 39 | Viborg HK              |

| 26 mars 2022 | CS Minaur Baia Mare |  | Sola HK | Sala Sporturilor „Lascăr Pană” (ro), Baia Mare |
| 26 mars 2022 | Rapport             |  |         | Sala Sporturilor „Lascăr Pană” (ro), Baia Mare |

| 2 avril 2022 | Sola HK |  | CS Minaur Baia Mare | Åsenhallen, Sola |
| 2 avril 2022 | Rapport |  |                     | Åsenhallen, Sola |

| 26 mars 2022 | ES Besançon |  | SG BBM Bietigheim | Palais des sports, Besançon |
| 26 mars 2022 | Rapport     |  |                   | Palais des sports, Besançon |

| 2 avril 2022 | SG BBM Bietigheim |  | ES Besançon | MHPArena, Louisbourg |
| 2 avril 2022 | Rapport           |  |             | MHPArena, Louisbourg |

| 26 mars 2022 | SCM Râmnicu Vâlcea |  | Herning-Ikast Håndbold | Traian Sports Hall, Râmnicu Vâlcea |
| 26 mars 2022 | Rapport            |  |                        | Traian Sports Hall, Râmnicu Vâlcea |

| 2 avril 2022 | Herning-Ikast Håndbold |  | SCM Râmnicu Vâlcea | IBF Arena, Ikast |
| 2 avril 2022 | Rapport                |  |                    | IBF Arena, Ikast |

| 26 mars 2022 | Storhamar Håndball |  | Viborg HK | Boligpartner Arena, Hamar |
| 26 mars 2022 | Rapport            |  |           | Boligpartner Arena, Hamar |

| 2 avril 2022 | Viborg HK |  | Storhamar Håndball | Vibocold Arena, Viborg |
| 2 avril 2022 | Rapport   |  |                    | Vibocold Arena, Viborg |

### Finale à quatre
Un tirage au sort détermine les équipes qui s'affrontent en demi-finales.
|  | Demi-finales           | Demi-finales           | Demi-finales      | Demi-finales      |                               |           | Finale | Finale | Finale | Finale |
|  |                        |                        |                   |                   |                               |           |        |        |        |        |
|  |                        |                        |                   |                   |                               |           |        |        |        |        |
|  | Viborg HK              | Viborg HK              | 28                | 28                |                               |           |        |        |        |        |
|  | Viborg HK              | Viborg HK              | 28                | 28                |                               |           |        |        |        |        |
|  | CS Minaur Baia Mare    | CS Minaur Baia Mare    | 24                | 24                |                               |           |        |        |        |        |
|  | CS Minaur Baia Mare    | CS Minaur Baia Mare    | 24                | 24                | Viborg HK                     | Viborg HK | 20     | 20     |        |        |
|  |                        |                        |                   |                   | Viborg HK                     | Viborg HK | 20     | 20     |        |        |
|  |                        |                        | SG BBM Bietigheim | SG BBM Bietigheim | 31                            | 31        |        |        |        |        |
|  | Herning-Ikast Håndbold | Herning-Ikast Håndbold | SG BBM Bietigheim | SG BBM Bietigheim | 31                            | 31        | 33     | 33     |        |        |
|  | Herning-Ikast Håndbold | Herning-Ikast Håndbold |                   |                   |                               |           |        | 33     |        |        |
|  | SG BBM Bietigheim      | SG BBM Bietigheim      | 34                | 34                |                               |           |        |        |        |        |
|  | SG BBM Bietigheim      | SG BBM Bietigheim      | 34                | 34                | Match pour la troisième place |           |        |        |        |        |
|  |                        |                        |                   |                   |                               |           |        |        |        |        |
|  |                        |                        |                   |                   |                               |           |        |        |        |        |
|  | CS Minaur Baia Mare    | CS Minaur Baia Mare    | 28                | 28                |                               |           |        |        |        |        |
|  | CS Minaur Baia Mare    | CS Minaur Baia Mare    | 28                | 28                |                               |           |        |        |        |        |
|  | Herning-Ikast Håndbold | Herning-Ikast Håndbold | 29                | 29                |                               |           |        |        |        |        |
|  | Herning-Ikast Håndbold | Herning-Ikast Håndbold | 29                | 29                |                               |           |        |        |        |        |

#### Demi-finales
| 14 mai 2022 15h30 | Herning-Ikast    | 33–34   | SG BBM Bietigheim       | Vibocold Arena, Viborg Affluence : 1 469 Arbitrage : Ünlü Hatipoglu, Simsek |
| 14 mai 2022 15h30 | Cecilie Brandt 8 | (12–14) | Karolina Kudłacz-Gloc 8 | Vibocold Arena, Viborg Affluence : 1 469 Arbitrage : Ünlü Hatipoglu, Simsek |
| 14 mai 2022 15h30 | ×1 ×7 ×1         | Rapport | ×1 ×7                   | Vibocold Arena, Viborg Affluence : 1 469 Arbitrage : Ünlü Hatipoglu, Simsek |

| 14 mai 2022 18h00 | Viborg HK       | 28–24   | Minaur Baia Mare | Vibocold Arena, Viborg Affluence : 1 517 Arbitrage : Christidi, Papamattheou |
| 14 mai 2022 18h00 | Line Haugsted 7 | (16–13) | Cristina Laslo 7 | Vibocold Arena, Viborg Affluence : 1 517 Arbitrage : Christidi, Papamattheou |
| 14 mai 2022 18h00 | ×1 ×3           | Rapport | ×2               | Vibocold Arena, Viborg Affluence : 1 517 Arbitrage : Christidi, Papamattheou |

#### Match pour la troisième place
| 15 mai 2022 15h30 | Minaur Baia Mare | 28–29   | Herning-Ikast      | Vibocold Arena, Viborg Affluence : 1 688 Arbitrage : Duplii, Pobedrina |
| 15 mai 2022 15h30 | Jelena Lavko 7   | (12–14) | Ingvild Bakkerud 6 | Vibocold Arena, Viborg Affluence : 1 688 Arbitrage : Duplii, Pobedrina |
| 15 mai 2022 15h30 | ×4               | Rapport | ×1                 | Vibocold Arena, Viborg Affluence : 1 688 Arbitrage : Duplii, Pobedrina |

#### Finale
| 15 mai 2022 18h00 | Viborg HK            | 20–31   | SG BBM Bietigheim | Vibocold Arena, Viborg Affluence : 1 697 Arbitrage : Antic, Jakovljevic |
| 15 mai 2022 18h00 | Kristina Jørgensen 5 | (10–17) | Julia Maidhof 6   | Vibocold Arena, Viborg Affluence : 1 697 Arbitrage : Antic, Jakovljevic |
| 15 mai 2022 18h00 | ×2 ×4                | Rapport | ×2 ×4             | Vibocold Arena, Viborg Affluence : 1 697 Arbitrage : Antic, Jakovljevic |

## Les vainqueurs
| Vainqueur - Ligue européenne 2021-2022 SG BBM Bietigheim 1er titre |